# Robert Bremner
Pour les articles homonymes, voir Bremner.
Robert Bremner, ou Brymer (c. 1713 – 12 mai 1789) est un éditeur de musique écossais. Les sources suggèrent qu'il est peut-être né le 9 septembre 1713 à Édimbourg, de Jean Brymer et Margaret Urie. Il avait un frère plus jeune, nommé James, mais peu de choses sont connues à propos de ses jeunes années.

## Biographie
Bremner fonde son entreprise d'impression à Édimbourg en 1754 « at the Golden Harp, opposite the head of Blackfriars Wynd » [« à la Harpe d'Or, en face de la tête de Blackfriars Wynd »]. Ses affaires sont couronnées de succès dès le début et dès l'année suivante, il publie sous le nom de la Société musicale d'Édimbourg. Bremner, plus tard, devient agent de la société et voyage à Londres et Dublin à la recherche de chanteurs et de musiciens pour donner ses concerts. En 1756, il écrit et imprime The Rudiments of Music, commande du conseil de la ville d'Édimbourg comme livre d'instruction destiné à la propagation des idées de la « Monymusk Revival », qui, à cette époque, révolutionne le chant des psaumes au sein de l'Église d'Écosse,. La troisième édition de son traité est publiée à Londres en 1763. Il est décrit dans l'influente Monthly Review de Ralph Griffiths comme offrant aux fidèles un moyen facile « d'améliorer considérablement leur psalmodie, en se conformant aux règles et pratiques très simples contenues dans ce judicieux traité »
Le sens des affaires de Bremner lui a bien servi à la fin des années 1750. Il publie le succès d'édition de Nicolò Pasquali, Thorough-Bass Made Easy en 1757 et profite de la popularité croissante de la guitare anglaise pour imprimer Instructions for the Guitar en 1758. L'année suivante, il publie une collection de mélodies écossaises de William McGibbon en quatre volumes, par l'acquisition les droits sur l'œuvre de McGibbon à sa mort en 1756. Il organise et publie également sa Collection of Scots Reels or Country Dances en 1757, qui présente la première publication de strathspeys. Son succès lui permet de s'installer à Londres en 1762. Il ouvre une boutique dans the Strand et en laissant un gestionnaire nommé John Brysson pour diriger l'établissement d'Édimbourg. La même année, il acquiert le Fitzwilliam Virginal Book pour dix guinées lors de la vente de la bibliothèque de Johann Christoph Pepusch et le présente plus tard à Lord Fitzwilliam.
Bremner prend une leçon de violon, avec Francesco Geminiani, mais il est en désaccord avec son mentor sur l'utilisation du vibrato, que Geminiani préconise comme devant être utilisée « aussi souvent que possible ». Bremner publie en tant que préface aux 6 quatuors opus 6 (1777) de J. G. C. Schetky, un essai : Some Thoughts on the Performance of Concert Music. Ce texte montre clairement ses opinions. Si le vibrato est « introduit dans l'harmonie », écrit-il, « où la beauté et l'énergie de l'interprétation dépendent de l'union de effet de toutes les parties étant exactement en accord les unes avec les autres, cela devient blessant ». Bremner, peut même avoir utilisé sa position d'éditeur pour censurer l'opinion son professeur. Il republie The Art of Playing on the Violin / L'Art de jouer sur le violon (1751), de Geminiani en 1777, mais trois passages sont laissés de côté dans la réédition. L'un d'eux détaillait le son « plus agréable » fourni par le vibrato, que Geminiani juge comme un léger tremblement (« the Close Shake »)
Pour des raisons mercantiles, il est connu pour avoir attribué à Jean-Baptiste Pergolèse (décédé en 1736) les 12 sonates en trio de Domenico Gallo ; ces pièces ont ete publiées en 1780 et  cela a généré une confusion jusqu'au XXe siècle sur la paternité de ces pièces.
Il avait épousé Marguerite de Bruce, le 30 mai 1756 à Édimbourg et a eu trois enfants : Charles, James et Ellen. Bremner meurt à son domicile dans le quartier de Kensington Gore. La maison Preston and Son rachète le stock londonien de Bremner, les plaques et les droits d'auteur, décrivant l'opération en tant que « non seulement la plus vaste, mais aussi la plus précieuse liste d'œuvres jamais exposées dans ce royaume ». Il laisse la plus grande partie de sa succession à Ellen et un peu plus de 761 livres à chacun de ses deux fils.